# M24 SWS
M24 SWS (Sniper Weapon System) es la designación dada por el Ejército de los Estados Unidos al fusil de cerrojo Remington 700 en 1988, cuando lo adoptó como fusil de francotirador estándar.
El Cuerpo de Marines de los Estados Unidos utiliza otra variante del Remington 700, que designaron M40. La principal diferencia con el fusil usado por los Marines es que el M24 del Ejército tiene un cerrojo modificado para disparar cartuchos más potentes que los disparados por el M40.
El M24 es considerado un "sistema de armas" pues no solo está compuesto por el fusil, sino también por otros componentes como la mira telescópica. Esta arma también es utilizada por las Fuerzas de Defensa Israelíes y otros.

## Reemplazo
Se planea reemplazar al sistema de armas M24 con el nuevo sistema M110 Semi-Automatic Sniper System, por medio de un contrato con la empresa estadounidense Knight's Armament Company. Sin embargo, los planes del ejército estadounidense tenían contemplado comprar sistemas M24 al fabricante Remington, por lo menos hasta febrero del 2010.

## Usuarios

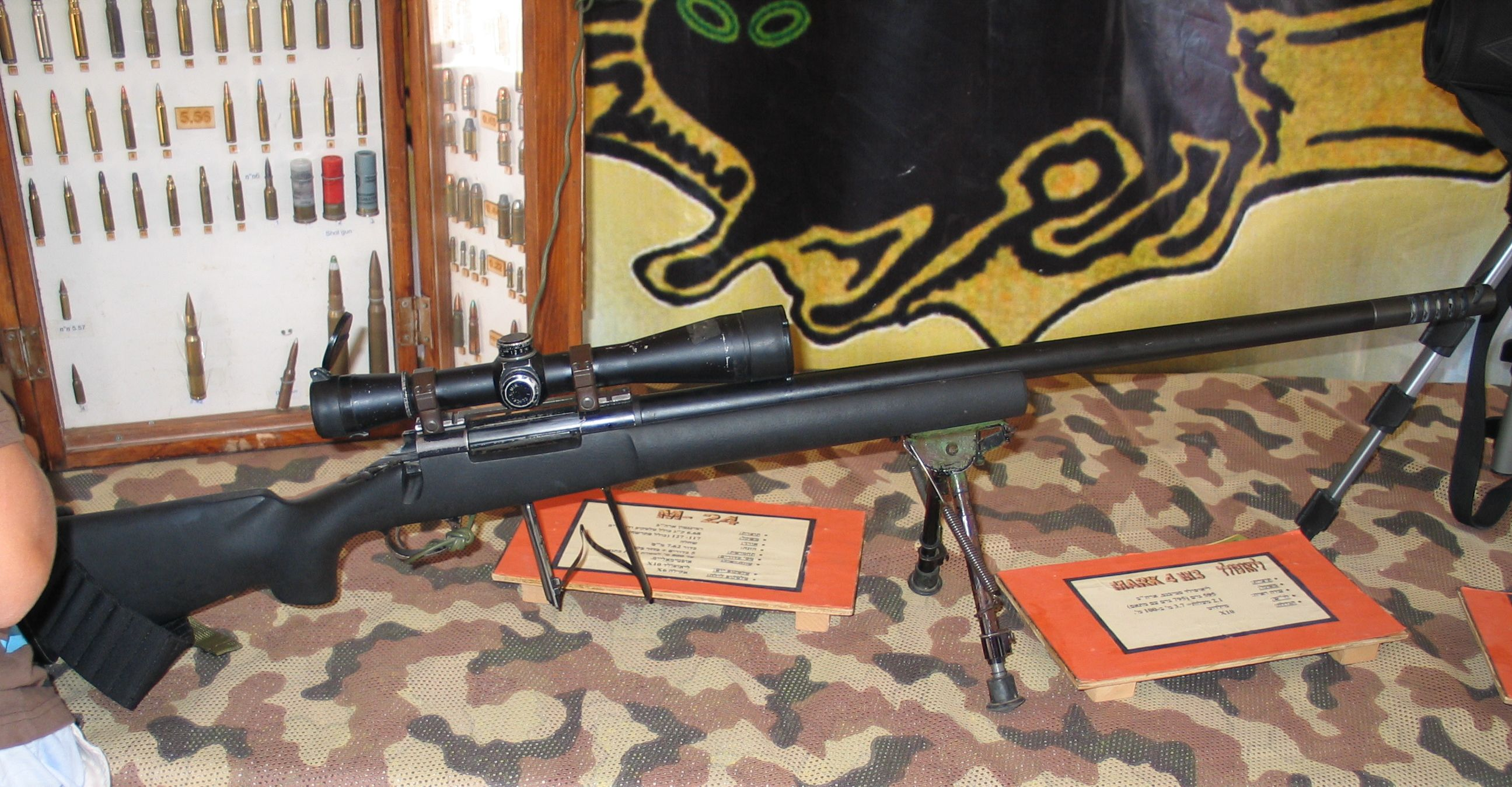
Un M24 de las Fuerzas de Defensa de Israel.

- Afganistán: Ejército Nacional Afgano.[1]
- Argelia: Empleado por el Ejército Popular Nacional.[2]
- Argentina: Ejército, Armada y Gendarmería Nacional.[cita requerida]
- Bangladés[cita requerida]
- Brasil: Empleado por la Brigada de Operações Especiais del Ejército Brasileño.[3]
- Colombia: Armada de la República de Colombia
- Costa Rica[cita requerida]
- El Salvador[4]
- Estados Unidos: Empleado por el Ejército y la Fuerza Aérea.[5] También es empleado por equipos SWAT de varias agencias policiales.[6]
- Filipinas: Empleado por el Ejército Filipino y el Cuerpo de Marines de Filipinas.[7]
- Georgia[8]
- Hungría: Empleado por la unidad especial Bercsény László Különleges Műveleti Zászlóalj.[9]
- Irak: Ejército iraquí.[10]
- Israel: Fuerzas de Defensa de Israel.[11]
- Japón:[12] Empleado por los paracaidistas de la 1.ª Brigada Aerotransportada.[13] Es el principal fusil de francotirador de la Unidad Especial de Abordaje y del Grupo de Fuerzas Especiales.[14][15]
- Líbano[16]
- Pakistán[cita requerida]
- Turquía: Departamento de Operaciones Especiales de la Policía de Turquía[cita requerida]
- Venezuela:Fuerza Armada Nacional Bolivariana
- México: Ejército mexicano, Infantería de marina armada de México y distintas corporaciones policíacas del país.

## Imágenes

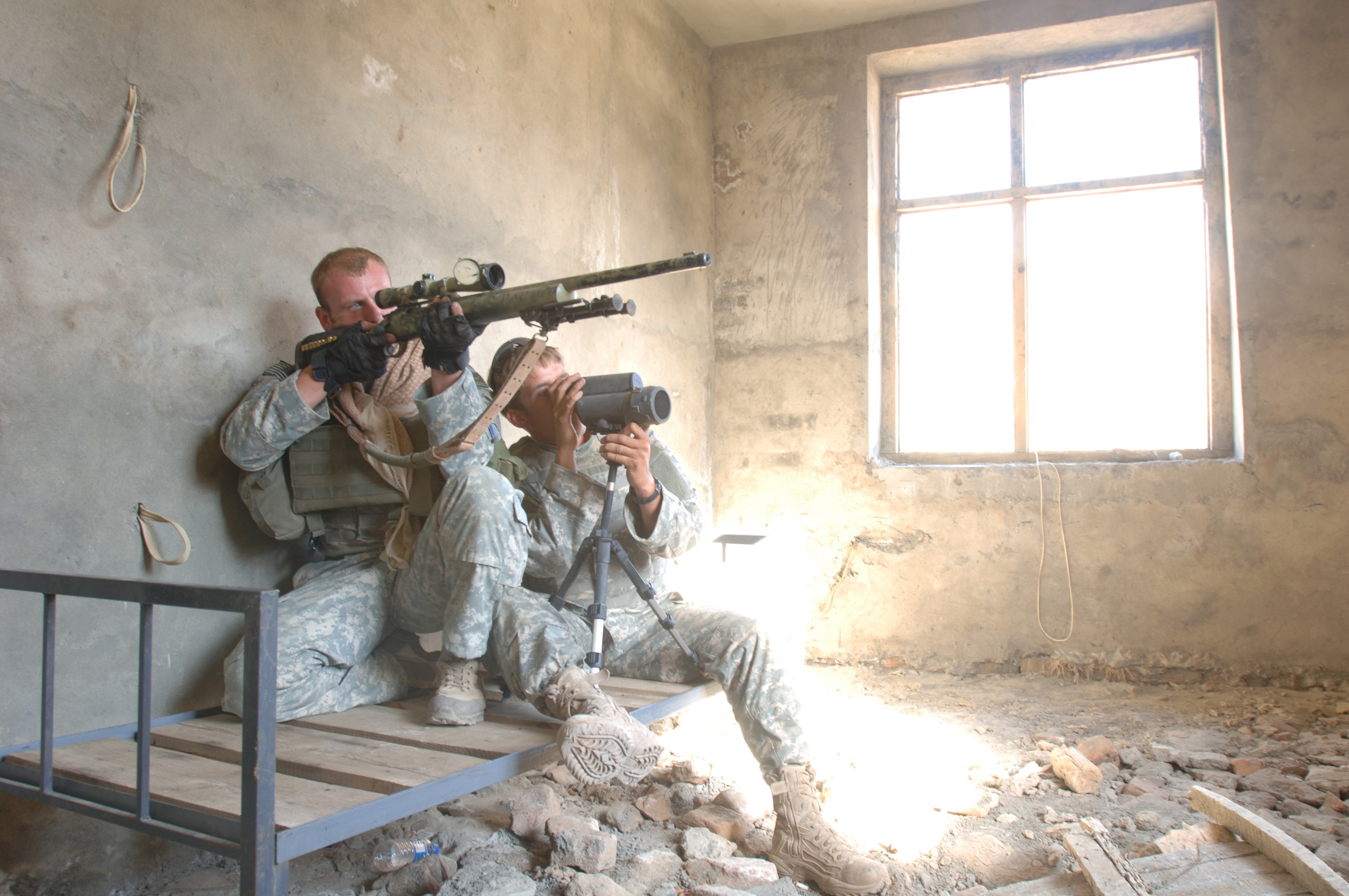
Un equipo de francotiradores del Ejército de Estados Unidos cerca de Dur Baba, Afganistán, 19 de octubre de 2006.
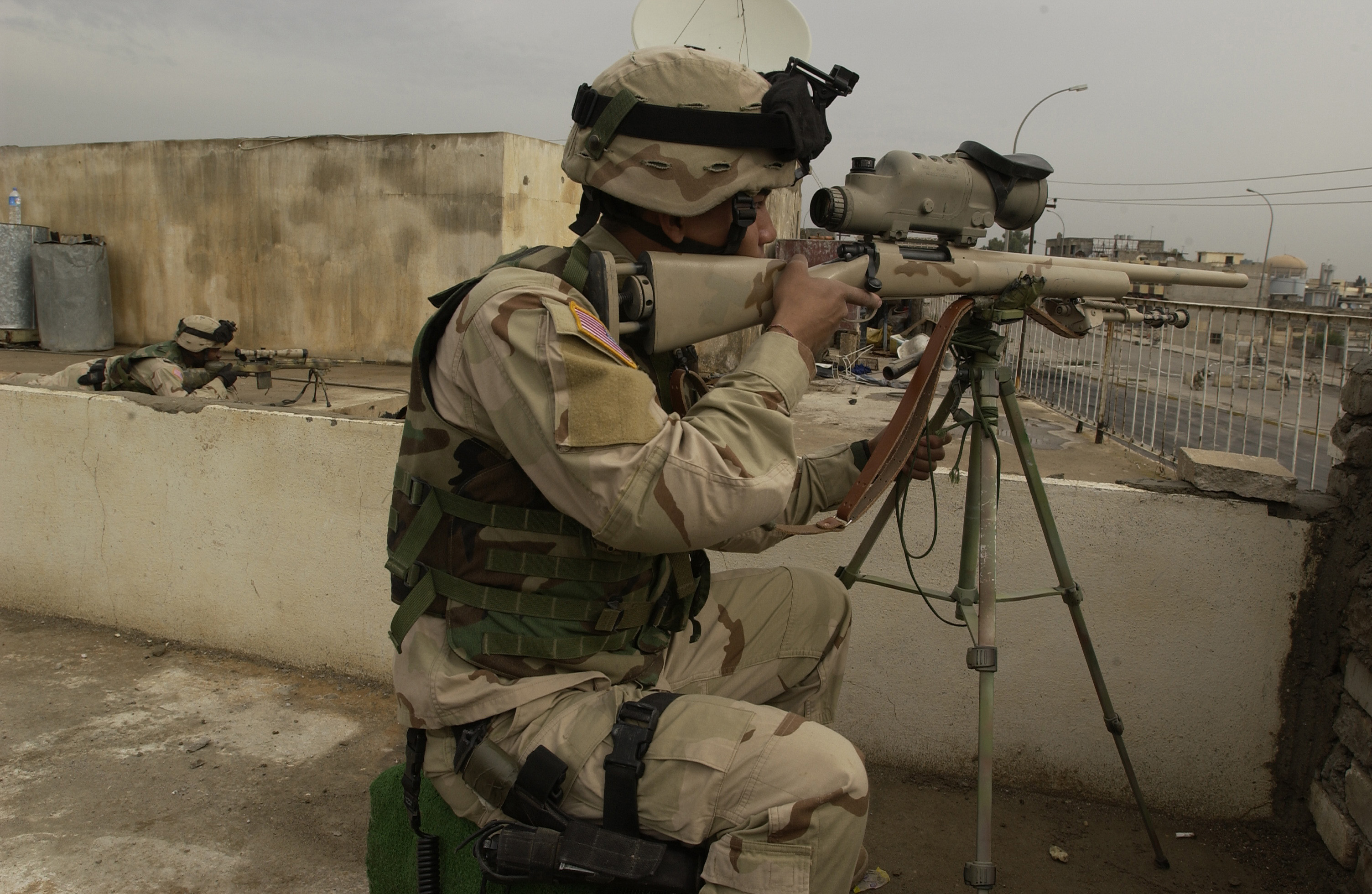
Francotiradores del Ejército de Estados Unidos vigilando para proteger de actividad enemiga una comisaría de la policía iraquí situada en Mosul, Irak.